# Lisaea strigosa
Lisaea strigosa är en flockblommig växtart som först beskrevs av Joseph Banks och Daniel Carl Solander, och fick sitt nu gällande namn av Alexander Eig. Lisaea strigosa ingår i släktet Lisaea och familjen flockblommiga växter. Inga underarter finns listade i Catalogue of Life.